# Fraktion Sozialdemokratischer GewerkschafterInnen

Logo van de FSG

De Fraktion Sozialdemokratischer GewerkschafterInnen (Nederlands: Fractie van Sociaaldemocratische Werknemers en Werkneemsters, FSG) is een werknemersorganisatie in Oostenrijk die vertegenwoordigd is in de Arbeiterkammer, het corporatieve orgaan voor werknemers. De FSG is geen vakbond maar domineert wel de sociaaldemocratische vakvereniging Österreichischer Gewerkschaftsbund (ÖGB). 
De FSG is als deelorganisatie aangesloten bij de Sozialdemokratische Partei Österreichs (SPÖ). Leden van de FSG zijn automatisch lid van de SPÖ. 
De organisatie werd in 1945 opgericht en is de tegenhanger van de christendemocratische Österreichischer Arbeitnehmerinnen- und Arbeitnehmerbund (ÖAAB) waarvan de leden automatisch lid zijn van de Österreichische Volkspartei (ÖVP). De FSG is echter veel groter en invloedrijker dan de ÖAAB. Bij de verkiezingen voor de Arbeiterkammer in 2014 behaalde de FSG ruim 57% van de stemmen, terwijl de ÖAAB maar 21% van de stemmen kreeg.